# Gary Anderson (ingegnere)
Gary Anderson (Coleraine, 9 marzo 1951) è un progettista britannico.
È noto soprattutto per la sua attività nel mondo della Formula 1, avendo progetto monoposto di squadre come Jordan, Stewart e Jaguar.

## Carriera

### I primi anni
Nato in Irlanda del Nord, Anderson si spostò in Inghilterra nel 1972 con il sogno di diventare pilota di auto da corsa; trovo inizialmente lavoro come meccanico alla Motor Racing Stables, una squadra con sede a Brands Hatch. Successivamente venne assunto dalla Brabham, per il progetto di costruzione di una vettura di Formula 3. Passato poi alla squadra di Formula 1, venne promosso capo meccanico. 
In quegli stessi anni, nel tempo libero partecipò ad eventi di Formula Libre e si dedicò alla costruzione di una propria vettura, la Anson SA1, insieme all'amico Bob Simpson, che lavorava per la Tyrrell. Nel 1976, lasciò quindi la Brabham per dedicarsi alla progettazione della Anson SA2 per poter debuttare in Formula 3, ma il mancato accordo con alcuni sponsor fece presto naufragare il progetto.
Anderson rientrò quindi in Formula 1 come capo meccanico della McLaren, in cui rimase per due anni prima di passare alla Ensign. Anderson e Simpson non avevano comunque mai abbandonato il progetto Anson, e riuscirono a rilanciarlo costruendo delle vetture di Formula 3 e Super Vee competitive. Nel 1985, Anderson si trasferì negli Stati Uniti per assumere il ruolo di ingegnere capo della Galles Indycar, che aveva come pilota di punta Roberto Moreno. La coppia si rincontrò alcuni anni dopo e con grande successo in Formula 3000; Anderson era infatti diventato direttore tecnico della Bromley Motorsport con Roberto Moreno come pilota, che vinse il titolo di categoria nel 1988. Visto il successo, Adrian Reynard rimase colpito da Anderson e lo assunse per progettare il telaio delle Reynard F3000 del 1989 e del 1990.

### Jordan
Nel 1990, Eddie Jordan lo assunse nella sua squadra per progettare la prima vettura di Formula 1 del team: la Jordan 191. La vettura ebbe un buon rendimento e finì a punti in sette occasioni chiudendo al quinto posto nel campionato costruttori. L'anno seguente Anderson venne nominato direttore tecnico e si legò al team per gli anni a seguire. Sotto la sua supervisione, la squadra ottenne il primo podio al Gran Premio del Pacifico 1994 con Rubens Barrichello e si affermò come un team di medio-alta classifica. Rimase in Jordan fino al 1998 inoltrato, quando fu sostituito da Mike Gascoyne.

### Stewart e Jaguar
Anderson si unì alla Stewart, progettando la Stewart SF3 per il campionato mondiale del 1999. Questa stagione sarebbe stata quella di maggior successo per il team, che ottenne quattro podi, inclusa una vittoria al Gran Premio d'Europa 1999. Dopo che Ford acquistò il team e lo ribattezzò Jaguar Racing, Anderson rimase nella squadra e si dedicò alla progettazione della nuova vettura in vista del campionato mondiale del 2000. La Jaguar R1 si rivelò però molto deludente e ottenne solo due piazzamenti a punti con Eddie Irvine, concludendo la stagione al 9° posto nel Campionato Costruttori. Anderson fu poi sostituito a fine stagione e trascorse il 2001 in America lavorando per Reynard nella CART.

### Ritorno in Jordan
Nel 2002 tornò alla Jordan e co-progettò la EJ12 con Eghbal Hamidy; la vettura ottenne cinque piazzamenti a punti, concludendo la stagione al 6° posto nel campionato costruttori. La Jordan perse però la fornitura di motori Honda per il 2003 e Anderson dovette progettare la EJ13, basandosi sui meno potenti Cosworth. Al termine della stagione, conclusa al 9° posto nel campionato costruttori, nonostante la vittoria del caotico Gran Premio del Brasile 2003, lasciò la Formula 1.

### Ultimi lavori
In seguito Anderson lavorò come commentatore sportivo per varie reti televisive: prima per RTÉ dal 2003 al 2005, poi per Setanta Ireland dal 2006 al 2009, ad ESPN e infine alla BBC fino al 2014. Scrisse inoltre sulla rivista specializzata Autosport e collaborò con la FOM.
Nel 2014, l'Università dell'Ulster gli ha conferito una laurea honoris causa in scienze.